# Criodion torticolle
Criodion torticolle är en skalbaggsart som beskrevs av Bates 1870. Criodion torticolle ingår i släktet Criodion och familjen långhorningar.
Artens utbredningsområde är Paraguay. Inga underarter finns listade i Catalogue of Life.